# Campionati tedeschi di ski cross 2014
I Campionati tedeschi di ski cross 2014 si sono svolti a Malles Venosta, in Italia, il 29 marzo. Il programma ha incluso sia la gara femminile che la gara maschile. 
Trattandosi di competizioni valide anche ai fini del punteggio FIS, vi hanno partecipato anche sciatori di altre federazioni, senza che questo consentisse loro di concorrere al titolo nazionale tedesco.

## Risultati

### Uomini
| Pos. | Atleta              | Nazione  |
| ---- | ------------------- | -------- |
| 1    | Francesco Mauriello | Italia   |
| 2    | Diego Castellaz     | Italia   |
| 3    | Florian Eigler      | Germania |
| 4    | Simon Stickl        | Germania |
| 5    | Tim Hronek          | Germania |
| 6    | Daniel Bohnacker    | Germania |

### Donne
| Pos. | Atleta              | Nazione  |
| ---- | ------------------- | -------- |
| 1    | Heidi Zacher        | Germania |
| 2    | Christina Manhard   | Germania |
| 3    | Margarethe Aschauer | Germania |
| 4    | Katharina Tordi     | Germania |
| 5    | Daniela Maier       | Germania |